# Габрили
Габрили (на хърватски: Gabrili) е село в Хърватия, разположено в община Конавле, Дубровнишко-неретванска жупания. Намира се на 193 метра надморска височина. Населението му според преброяването през 2011 г. е 210 души. При преброяването на населението през 1991 г. има 190 жители, от тях 188 (98,94 %) хървати и 2 (1,05 %) сърби.

## Население
Численост на населението според преброяванията през годините:
- 1857 – 195 души
- 1869 – 210 души
- 1880 – 222 души
- 1890 – 233 души
- 1900 – 230 души
- 1910 – 232 души
- 1921 – 224 души
- 1931 – 218 души
- 1948 – 202 души
- 1953 – 195 души
- 1961 – 176 души
- 1971 – 169 души
- 1981 – 177 души
- 1991 – 190 души
- 2001 – 160 души
- 2011 – 210 души